# Amt Rüthen
Das Amt Rüthen, bis 1937 Amt Altenrüthen, war ein Amt im Kreis Lippstadt in Nordrhein-Westfalen. Im Rahmen der nordrhein-westfälischen Gebietsreform wurde das Amt zum 1. Januar 1975 aufgelöst. Sein Gebiet gehört heute zum Kreis Soest.

## Geschichte
Im Kreis Lippstadt wurden in den 1820er Jahren die historischen Schultheißenbezirke des ehemaligen Herzogtums Westfalen zu Bürgermeistereien zusammengefasst. Dabei entstand auch die Bürgermeisterei Rüthen. Als die Stadt Rüthen 1837 die „Preußische Revidierte Städteordnung“ erhielt und dadurch aus der Bürgermeisterei Rüthen ausschied, wurde aus dem Rest der Bürgermeisterei die Landbürgermeisterei Rüthen  gebildet.
Im Rahmen der Einführung der Landgemeindeordnung für die Provinz Westfalen wurde 1843 aus der Landbürgermeisterei Rüthen das Amt Altenrüthen gebildet. Es umfasste zunächst die Gemeinden Altenrüthen, Drewer, Hemmern, Kallenhardt, Kellinghausen, Kneblinghausen, Langenstraße-Heddinghausen, Miste (ab 1911 Meiste), Nettelstädt,  Menzel und Suttrop. 1845 kamen die Gemeinden Effeln,  Hoinkhausen, Oestereiden, Weickede und Westereiden aus dem Amt Anröchte hinzu.
Die Stadt Rüthen blieb zunächst amtsfrei und wurde erst 1937 in das Amt Altenrüthen eingegliedert, das gleichzeitig in Amt Rüthen umbenannt wurde. 
Durch das Münster/Hamm-Gesetz wurde das Amt Rüthen zum 1. Januar 1975 aufgelöst. Sein Rechtsnachfolger ist die Stadt Rüthen im Kreis Soest. Effeln kam zur Gemeinde Anröchte, Suttrop zur Stadt Warstein und alle übrigen Gemeinden zur Stadt Rüthen.

## Gemeinden (Stand 1974)
1. Altenrüthen
2. Drewer
3. Effeln
4. Hemmern
5. Hoinkhausen
6. Kallenhardt
7. Kellinghausen
8. Kneblinghausen
9. Langenstraße-Heddinghausen
10. Meiste
11. Menzel
12. Nettelstädt
13. Oestereiden
14. Rüthen, Stadt
15. Suttrop
16. Weickede
17. Westereiden